# بورسو
بورسو (بالألمانية: Brüssow) هي مدينة و بلدة ألمانية تقع في ألمانيا في براندنبورغ.[بحاجة لمصدر]  يقدر عدد سكانها بـ 2,262 نسمة .

## المدن التوأمة
مدينة زالتسكوتن هي مدينة توأمة لـبورسو.